# Var (departament)
|  | Per a altres significats, vegeu «Var». |

Var (83) (en francès i occità:  Var) és un departament francès situat a la Provença-Alps-Costa Blava.
Rep el nom del riu homònim, que antigament constituïa el límit oriental del departament, si bé avui en dia ja no el drena (aquell territori fou transferit al departament dels Alps Marítims).